# Solanum lycocarpum
A lobeira, fruta-de-lobo ou guarambá (Solanum lycocarpum) é um pequeno arbusto ou árvore de até 5 metros de altura. Pertence à família das Solanaceae, a mesma do tomate e do jiló. O fruto da lobeira lembra um tomate na aparência. Calmante, combate a diabetes, epilepsia, hepatite. A saúde do lobo-guará depende do consumo da lobeira, na defesa contra o verme que ataca os rins e o mata. A fruta apresenta um odor forte e característico.
A espécie vegetal Solanum lycocarpum A.St. Hil. é uma angiosperma da família Solanaceae, do gênero solanum. Popularmente conhecida como lobeira ou fruta do lobo, é um vegetal perenifólia, típica do Cerrado. Seu nome deve-se ao fato e ser muito apreciado pelo lobo-guará (Chrysocyon brachyurus). A família solanaceae está incluída entre as maiores das angiospermas e o gênero Solanum é o maior dessa família, com aproximadamente 1400 espécies.

## Distribuição geográfica

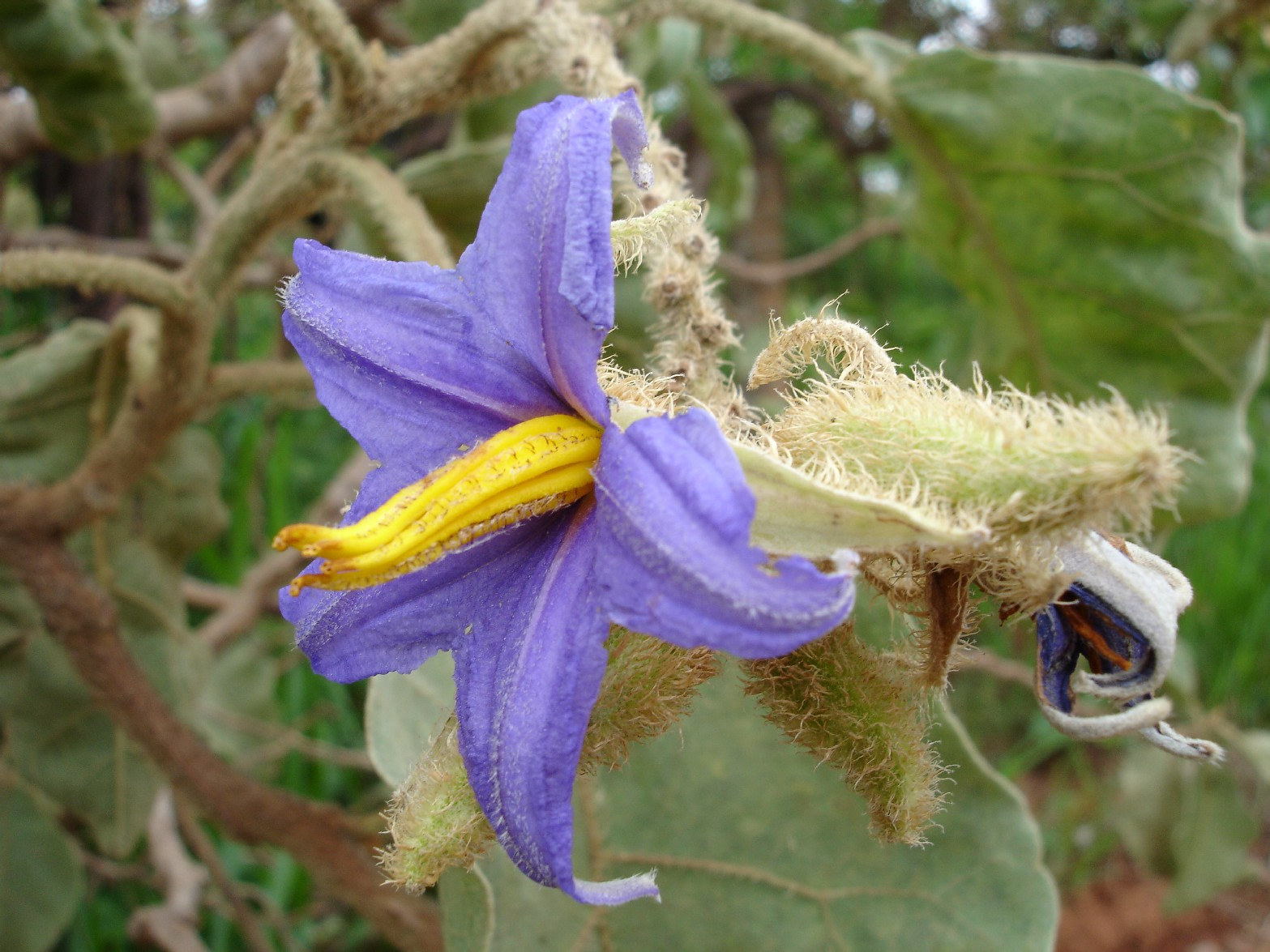
Flor de lobeira.

Encontra-se na América do Sul, no Brasil, nas regiões do cerrado e em áreas alteradas pelo homem, onde é uma das espécies pioneiras mais importantes.
A lobeira tem sua frutificação concentrada entre julho e janeiro. Multiplica-se facilmente por sementes. Seus frutos representam até 50 por cento da dieta alimentar do lobo-guará (Chrysocyon brachyurus), acreditando-se que tenham ação terapêutica contra o verme-gigante-dos-rins (Dioctophyme renale), que é muito frequente e geralmente fatal no lobo-guará, como supracitado. Seus frutos têm o formato arredondado, alcançando até 13 centímetros de largura, e são de cor verde e amarela (madura). Ocorrência em Cerrado e Mata Atlântica, presente nas regiões em todo Brasil, particularmente nas Centro-Oeste e Sudeste, encontra-se também nas regiões nordeste (Bahia) e no Sul (Paraná).

## Crescimento
A espécie vegetal Solanum lycocarpum cresce e se desenvolve em condições ambientais desfavoráveis, tais como terras ácidas e pobres em nutrientes. É capaz de suportar um clima árido e períodos de seca prolongados, resistindo ainda a ciclos anuais de queimadas feitas pelo ser humano. É uma espécie invasora em áreas devastadas pelo ser humano e em pastagens. A fruta-de-lobo é encontrada nas vegetações do tipo campo sujo, cerrado e cerradão, cujo período de florada compreende o ano inteiro, porém, com maior intensidade na estação chuvosa. As plantas podem apresentar de 40 a 100 frutos, cuja massa por fruto pode variar de 400 a 900 g, com época de colheita de julho a janeiro. A polpa do fruto maduro pode ser consumida in natura ou ser utilizada para se fazer geléias, e a casca e a polpa nesse estágio apresentam coloração amarelada. Esse fruto tem sido utilizado para produção de massas, substituindo o marmelo na preparação da marmelada e afirma-se que, empregado puro, apresenta vantagens no sabor e no poder alimentício.

## Ingestão por ruminantes
A lobeira, erroneamente, foi creditada por causar a morte por envenenamento no gado, principalmente no cerrado. Devido a esta má informação lendária, os donos de terra têm sacrificado os pés da lobeira, provocando a sua extinção num período breve, caso nada for feito em benefício de sua preservação.
Ela é também chamada de maçã do cerrado, devido ao cheiro parecido com o da maçã. A explicação do real fato d’ela ser uma fruta assassina se deve ao sabor “cheiroso” dela madura, o gado pula cerca, atravessa riachos, valas e quintais em busca desta fruta. Ele come até o caroço, ou melhor, a "tampa", que provoca a sua morte. Essa tampa aloja-se na boca de seu estômago, o fechando. Nada mais entra. O gado não consegue ingerir alimentos e acaba morrendo.
Então, a ciência de outrora, que estava longe do campo, e por falta de tal conhecimento pelas pessoas, não sabiam identificar a causa mortis, lhe atribuiu o fatídico da causa: o veneno, inexistente.
Segundo um texto de Paulo Capobianco, essa fruta será muito promissora neste século, principalmente nas áreas de antibióticos, anticoncepcionais e anti-inflamatórios.
Os trabalhos estão sendo desenvolvidos no Laboratório de Pesquisas e Ensino em Síntese Orgânica da Universidade de Brasília, onde já descobriram fartos indícios da produção de esteróides, matéria-prima de diversos medicamentos, que a lobeira oferece.

## Características morfológicas
A espécie alcança em média 5 metros de altura, possuem ramos tortuosos e repleto de acúleos e com presença de uma densa camada de pelos. Suas folhas são simples e alterna de forma ovaladas de bordos recortados e cobertos por pelos ásperos, podendo medir até 30 cm de comprimento. É nativa, mas não endêmica do Braisl. Parentes dos tomates seus frutos são tipo baga, arredondados com endocarpo carnoso chegam até 10 cm de diâmetro e possuem grande quantidades de sementes. É fonte de alimentos de insetos, aves e mamíferos como a anta e o lobo-guará. 

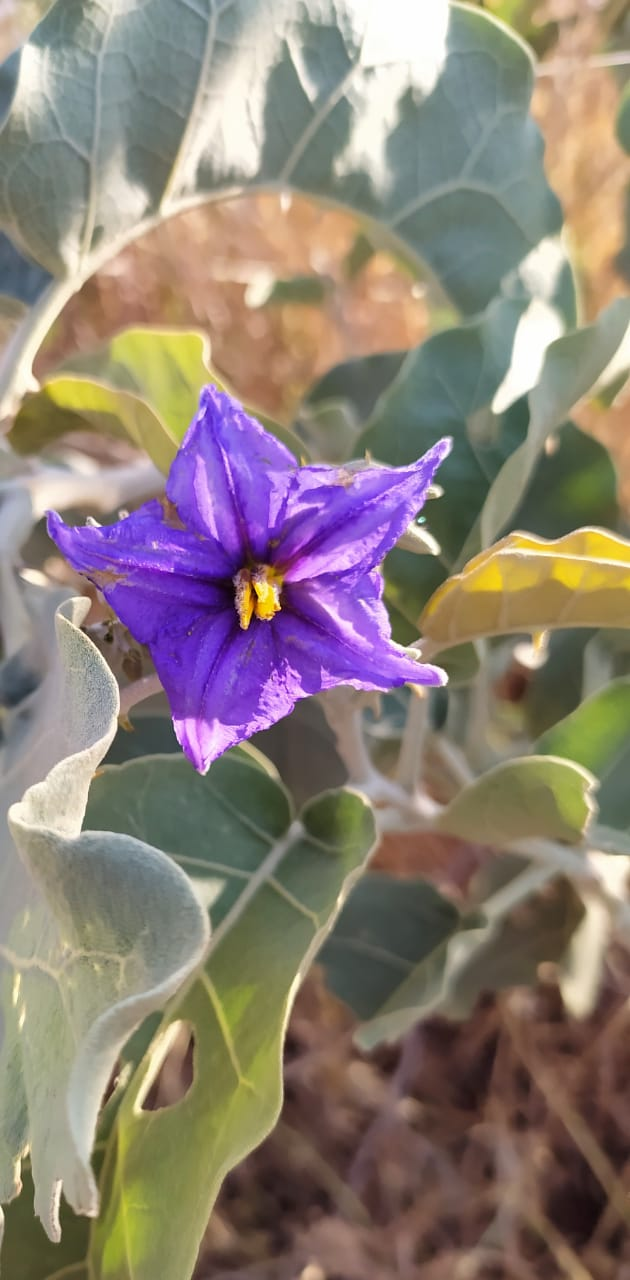
Flor vistosa da lobeira- simetria actinomorfa, formato de estrela

Exibem flores vistosas de simetria actinomorfa, em forma de estrela, com cinco pétalas de um violeta intenso contrastando (fig.3) com um amarelo vivo no centro. As primeiras flores do ramo são hermafroditas, as flores posteriores tem o estigma reduzido e ficam mais guardados perdendo a funcionalidade como hermafroditas. Dotados de cinco estames com evidentes anteras amarelas que libram o pólen por poros presentes em seu ápice.

## Ecologia
É capaz de rebrotar após a passagem do fogo no cerrado, sua frutificação é concentrada entre julho e janeiro. Maios incidência no período das chuvas. Apesar de ser considerada uma espécie daninha, suas folhas e frutos são apreciados pelo gado e pelo lobo-guará. A passagem das sementes pelo trato digestório desse animal, torna-se mais propensas para a germinação,  tornado um ótimo dispersor de sementes Acredita que esse fruto tenha propriedades medicinais e terapéuticas contra o verme-gigante muito frequente e fatal entre os lobos.

## Usos
Em algumas regiões seus frutos são utilizados no preparo de compotas, doces e geleias. Suas folhas e frutos são comumente usadas na medicina caseira, como calmante, diurética e antiofídica, e dos frutos é retirado um amido e já com comprovação de sua eficácia é usado no tratamento para diabéticos. Pode ser consumido in natura, além de ser usado para a produção de massa em substituição ao marmelo.

## Composição Química
Segundo Oliveira Junior et al, 2003  o conteúdo de vitamina C aumentou significativamente durante o amadurecimento do fruto, dentre a lista citada perdendo só para a goiaba. Quanto aos teores de minerais, a fruta-do-lobo apresenta maior porcentagem de fósforo comparado à outros frutos como o abacaxi, a banana, o figo, a goiaba, a manga e o pêssego. Apresentou índices consideráveis de ferro e sacarose. Não há presença do cálcio na composição química do fruto.

## Reprodução
A reprodução assexuada do vegetal, ocorre com maior eficiência através de sementes, por muitas vezes encontra-se plântulas nas fezes do lobo-guará facilitando a dispersão da semente. A propagação vegetativa por estacas ou brotamento também ocorre na espécie.

## Reprodução sexuada

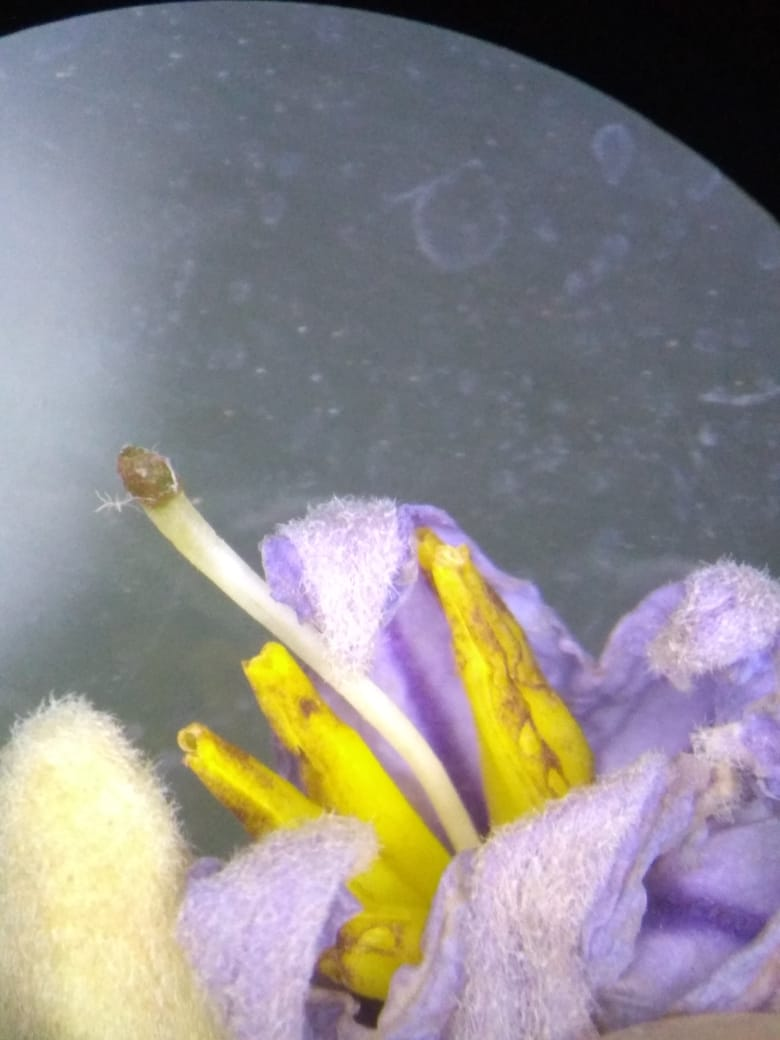
Heterostilia na lobeira.

Num mesmo indivíduo, produz flores hermafroditas e funcionalmente masculinas. As flores hermafroditas dessa espécie são reunidas em inflorescências, apresentam estilete longo com a estrutura masculina. bem expressiva e as de estilete curto são consideradas flores funcionalmente masculinas. Espécies que apresentam heterostilia (fig.4)- estames e pistilos de tamanhos diferentes necessitam de um eficiente serviço de polinizadores para vencerem a barreira hercogâmica fazendo com que o grão de pólen chegue até o estigma das flores garantindo a reprodução nessas plantas.
Características marcantes da espécie é ser dotadas de anteras tubulares de deiscência poricidas, polinização vibrátil e predominância por alogamia. A polinização consiste na retirada do grão de pólen, gameta masculino da flor, para o estigma quando esse é receptivo. A polinização fornece informações precisas no sucesso reprodutivo das espécies. Para que esse fenômeno seja eficiente, é necessário adequação na interação planta-polinizador. A retirada do pólen nessa espécie, requer a visita de abelhas específicas capazes de realizarem a polinização por vibração, conhecida por buzz polinattion (Buchmann, 1993 apud Tavares, 2017). Algumas espécies de abelhas da família Andrenidae gênero Bombus  agarram fortemente os estames, ao contrair seus músculos torácicos, as anteras vibram e são agitadas, ocorrendo a liberação do pólen. É costume perceber marcas dessa vibração nas anteras devido a fixação das garras dessas abelhas. Todos esses fenômenos favorecem o sucesso reprodutivo da plana por meio da xenogamia.

## Fenologia
O estudo de fenologia é definido como o estudo das fenofases, abrange desde a época do botão floral, a floração, a frutificação e dispersão de sementes. As flores de S. lycocarpum apresentam longos períodos de floração, a antese ocorre ao nascer do sol, ou nas primeiras horas da manhã, liberam odores e expõe o padrão contrastante das cores amarelo e violeta intenso, característica relacionada a síndromes de melitofilia. Constata leve queda de floração no início do período seco e frio, geralmente em junho.
A espécie apresenta flores e fruto como fonte alimentar durante todo o ano, servindo de alimento para muitos mamíferos do cerrado. E essa disponibilidade de alimento favorece a produção de mudas que pode ser facilitada com frutos com grande quantidade de sementes disponível, o ano todo.

## Modo de cultivo
É uma espécie de fácil cultivo e crescimento rápido, a sua rusticidade resiste a seca de até 6 meses, adapta-se bem em solos arenosos, argilosos, de pH ácido a neutro com boa quantidade de matéria orgânica dissolvida. Para ser cultivada tem preferência por pleno sol. Com grande preferência por solos arenosos e ácidos.